# 杨秉铨
參數所指定的目標頁面不存在，建議更正成存在頁面或直接建立下列一個頁面（建立前請先搜尋是否有合適的存在頁面可以取代）：
- 楊秉銓 (乾隆進士)

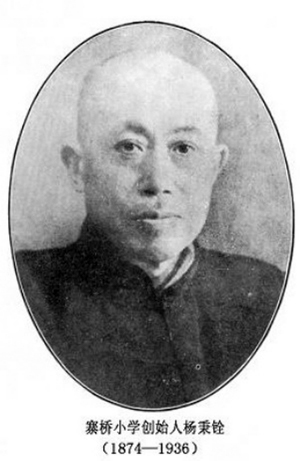
杨秉铨

杨秉铨（1874年—1936年）原名殿玉，别号雪岩，江苏常州人，中国民主革命家，中华民国政治人物。

## 生平
杨秉铨是光绪丁酉科举人。因受康有为、梁启超思想影响，杨秉铨在寨桥棠荫书院鼓吹“维新变法”、“兴学强国”。后来，杨秉铨赴上海，组织译书社，编译西方人文及社会科学的图书，并结识了陈范，还同革命党人来往。受陈范以及《苏报》文章影响，杨秉铨开始有了革命信念。1903年6月，《苏报》因发表邹容及章太炎的文章而遭查封，即苏报案，章太炎被捕，邹容投案，陈范流亡日本，杨秉铨则秘密离开上海，返回家乡。
1911年10月，杨秉铨参加武昌起义。辛亥革命之后，他先后参加过蔡锷的护国战争、孙中山的护法战争，曾在孙中山的护法军政府和国民政府多个部门任职，1920年，任中华民国参议院议员、宪法起草委员。孙中山病逝后，杨秉铨见官场腐败，军阀混战，乃转而信仰佛教，最终退出政坛，直到1936年病逝。